# Funkcja pusta
Funkcja pusta – funkcja, której dziedziną jest zbiór pusty, a przeciwdziedziną dowolny zbiór {\displaystyle X,} czyli funkcja postaci
{\displaystyle c\colon \varnothing \to X.}
Stąd wykres funkcji pustej {\displaystyle c} jest zbiorem pustym, gdyż iloczyn kartezjański {\displaystyle \varnothing \times X} również jest zbiorem pustym. W tym sensie istnieje dokładnie jedna funkcja pusta.

## Własności
- Funkcja pusta spełnia definicję funkcji różnowartościowej, funkcji stałej, a w przypadku funkcji {\displaystyle c\colon \varnothing \to \varnothing } także funkcji wzajemnie jednoznacznej.
- Złożenie funkcji pustej z dowolną funkcją jest funkcją pustą, tzn.:

jeśli {\displaystyle c\colon \varnothing \to X,\;\;f\colon X\to Y,} to {\displaystyle f\circ c} jest funkcją pustą
jeśli {\displaystyle f\colon X\to \varnothing ,\;\;c\colon \varnothing \to Y,} to {\displaystyle c\circ f} jest funkcją pustą